# Annie Hall
Annie Hall is een Academy Award-winnende film uit 1977, geregisseerd door Woody Allen, die tevens de hoofdrol speelt en samen met Marshall Brickman het scenario heeft geschreven.
Oorspronkelijk zou de film Anhedonia (anhedonie, het onvermogen om plezier te hebben) heten, maar deze titel werd als onverkoopbaar beschouwd en drie weken voor de première veranderd in Annie Hall. De titelrol wordt gespeeld door Diane Keaton, die eerder een relatie had met Allen. De film kan gedeeltelijk worden beschouwd als een autobiografische verfilming van hun relatie. De naam van het titelpersonage verwijst hier onder andere naar: "Hall" is de geboortenaam van Diane Keaton, "Annie" is haar koosnaampje. Ook zijn er veel overeenkomsten tussen Woody Allen en zijn personage, Alvy. Woody Allen heeft altijd ontkend dat hun relatie model stond voor de film.

## Verhaal
Annie Hall gaat over de moeizame relatie tussen twee neuroten uit New York. Alvy Singer (Woody Allen) is een Joodse komiek, geobsedeerd door de dood, die terugkijkt op zijn zoektocht naar liefde in Manhattan, waarbij hij onder andere te maken krijgt met pretentieuze intellectuelen en door lifestyle geobsedeerde schrijvers voor de Rolling Stone, en zijn langdurige relatie met Annie Hall (Diane Keaton), een WASP-zangeres in het clubcircuit en fotografe die geniet van het leven. Alvy heeft Annie ontmoet tijdens het tennissen met zijn vriend Rob (Tony Roberts). Tijdens hun relatie bediscussiëren Annie en Alvy verscheidene onderwerpen, waaronder therapieën, film versus televisie, drugs, antisemitisme en het verschil tussen de onderdrukte krankzinnigheid van WASP's uit het Midwesten van de VS en de onstuimigheid van Joden uit Brooklyn. Dit gaat gepaard met obsessieve psychoanalyses en andere nabeschouwingen. Uiteindelijk besluiten ze dat ze te veel van elkaar verschillen en gaan ze uit elkaar, waarna Annie naar Los Angeles vertrekt om daar door te breken als zangeres.
Alvy realiseert zich dat hij nog steeds verliefd is op Annie, en reist haar achterna. Annie is ondertussen ingetrokken bij een belangrijke Hollywoodbaas (gespeeld door zanger Paul Simon). Alvy weet niet te aarden in het door hem als leeghoofdig ervaren Californië. Als hij beseft dat hij en Annie te verschillend zijn om een relatie aan te kunnen gaan, keert hij alleen terug naar New York. Later ontmoeten ze elkaar weer, ditmaal als vrienden.

## Filmstijl en -techniek
In Annie Hall experimenteert Allen met een reeks aan filmtechnieken voor het komische effect, waaronder split screen, ondertiteling om de ware bedoelingen achter de dialogen van de personages bloot te leggen, het doorbreken van de vierde wand door het publiek direct in de camera aan te spreken en animatie. Ook is er sprake van magisch realisme. Via flashbacks maken de personages scènes mee die zij nooit hadden kunnen meemaken: zo levert Annie commentaar op Alvy's jeugd, waarin hij opgroeit in een huis onder een achtbaan op Coney Island, en is Alvy getuige van Annies vorige relaties. Als Annie en Alvy in de rij staan voor de bioscoop, hoort hij achter hem een man praten over het werk van Marshall McLuhan. Alvy verlaat de rij om tegen de camera zijn ongenoegen te uiten, waarna de man die hij hoorde praten zich bij hem voegt om zijn stelling te verdedigen. Uiteindelijk haalt Alvy Marshall McLuhan zelf erbij om de man ervan te overtuigen dat zijn interpretatie van McLuhans werk niet juist is. Overigens was het de bedoeling om niet McLuhan, maar Federico Fellini in deze scène te gebruiken, maar die weigerde mee te werken.
De film bevat enkele van Allens later regelmatig terugkerende thema's, waaronder zijn liefde voor New York (en zijn afkeer voor Los Angeles), de problematiek van relaties, zijn obsessieve angst voor de dood en het bekende Joodse neurotische personage. Enkele grappen die Allen in de film vertelt komen uit zijn verleden als stand-upcomedian.

## Ontvangst en latere invloed
Annie Hall werd bij het uitbrengen door critici onthaald als Allens meest volwassen en persoonlijke film, een groot verschil met zijn vorige komedies als Bananas en Sleeper. Na deze film werd Allen beschouwd als een komische regisseur in plaats van een komiek die ook films maakt. De film werd beloond met vier Oscars, voor Beste Film (waarbij hij onder andere Star Wars versloeg), Beste Actrice (voor Diane Keaton), Beste Regie en voor Beste Originele Scenario. Woody Allen was tevens genomineerd voor Beste Acteur, maar deze prijs ging naar Richard Dreyfuss. Woody Allen was niet aanwezig bij de uitreiking van de Oscars. Behalve een Oscar kreeg Diane Keaton ook een Golden Globe voor haar rol. Andere prijzen die de film kreeg zijn onder andere vijf BAFTA's (voor Beste Film, Beste Actrice, Beste Regie, Best Scenario en Beste Montage) en een César voor beste buitenlandse film. In 1992 werd de film opgenomen in het National Film Registry.
Diane Keatons kledij, ietwat gekreukte, uitgezakte mannenkleding met een stropdas (van Ralph Lauren), werd een korte modetrend, en haar stopzinnetje "la-di-da, la-di-da" wordt nog regelmatig aangehaald. Verder bevat de film enkele optredens van beginnende acteurs, waaronder Christopher Walken (op de aftiteling verkeerd gespeld als "Christopher Wlaken") als Keatons suïcidale broer en kleinere rollen voor andere Jeff Goldblum, die een regel mag zeggen op een feestje in L.A., Beverly D'Angelo als een televisieactrice en Sigourney Weaver, die even te zien is aan het einde van de film als Alvy's afspraakje.

## Rolverdeling
| Acteur             | Personage    |
| ------------------ | ------------ |
| Woody Allen        | Alvy Singer  |
| Diane Keaton       | Annie Hall   |
| Tony Roberts       | Rob          |
| Carol Kane         | Allison      |
| Paul Simon         | Tony Lacey   |
| Colleen Dewhurst   | Mevrouw Hall |
| Janet Margolin     | Robin        |
| Shelley Duvall     | Pam          |
| Christopher Walken | Duane Hall   |

## Trivia
- Oorspronkelijk was deze film bedoeld als een mysteryfilm rond een moord, met een romantische subplot. Allen en Brickman hebben later de moordplot uit het scenario verwijderd. Later gebruikten zij de plot voor de film Manhattan Murder Mystery (1993), waarin ook Diane Keaton speelt.
- In de scène waarin Annie en Alvy voorbijgangers in het park observeren, merkt Alvy van een persoon op dat de "winnaar van de Truman Capote lookalike contest" voorbijloopt. Die man is de echte Truman Capote.
- De scène waarin Alvy in de cocaïne niest is bij toeval gebeurd. Uiteindelijk is besloten om de scène in de film te laten, toen het testpubliek hard om de scène moest lachen. De makers moesten extra beeldmateriaal na de scène toevoegen om te voorkomen dat het publiek door het lachen belangrijke dialogen zou missen.[2]